# Biblioteca de Quaid-e-Azam
La Biblioteca de Quaid-e-Azam es una biblioteca en Lahore, Pakistán. Lleva el nombre de Quaid-e-Azam Muhammad Ali Jinnah, un político que es considerado por muchos como el fundador de Pakistán. Está situada en Bagh-e-Jinnah, un parque conocido previamente como "Jardines Lawrence". 
Tiene una colección de más de 100 000 volúmenes, tanto en inglés como en lenguas orientales (urdu, árabe y persa). Existen libros sobre la literatura, ciencia, historia, obras de referencia, publicaciones periódicas y literatura para mujeres y niños. Está dividida en varias secciones que se ocupan del inglés, islamiyat, urdu, árabe, libros raros, etc., además posee libros recientes sobre administración de empresas, gestión, tecnología y ciencias sociales que son continuamente adquiridos. Se presta especial atención a la adquisición de bibliografía general sobre el islam y el mundo musulmán.